# Olivier Boivin
Olivier Boivin, född den 6 juni 1965 i Saint-Brieuc, Frankrike, är en fransk kanotist.
Han tog OS-brons i C-2 1000 meter i samband med de olympiska kanottävlingarna 1992 i Barcelona.